# بنك قطر الوطني مصر
بنك قطر الوطني مصر (بالإنجليزية: QNB) هو بنك مصري، أسس في عام 1978 عن طرحه لاحدث خدماته المصرفية بالسوق المصري. في باديء الأمر استحوذ البنك الأهلي سوسيته جنرال المملوك لبنك سوسيتيه جنرال الفرنسي، على بنك مصر الدولي عام 2005 بقيمة 1.6 مليار جنيه. تقدم بنك قطر الوطني في 30 أغسطس 2012، بطلب رسمي إلى البنك المركزي المصري للاستحواذ على حصة تصل إلى 77.17% من أسهم البنك الأهلي سوسيتيه جنرال، والتي تمثل حصة بنك سوسيتيه جنرال الفرنسي في البنك، ويبلغ رأسمال البنك الأهلي سوستيه جنرال  جنرال- مصر 4.78 مليار جنيه، موزعة على 443.5 مليون سهم بقيمة اسمية قدرها 10 جنيهات للسهم الواحد. وفي 2 مايو 2024 وافقت الجمعية العمومية للبنك على تغيير اسم البنك من بنك قطر الوطني الأهلي إلى بنك قطر الوطني مصر.

## الشركات التابعة
- كيو ان بى الأهلي للتخصيم (99.99%)
- كيو إن بي الأهلي لتأمينات الحياة (99.98%)
- كيو إن بي الأهلي للتأجير التمويلي (99.98%)
- كيو إن بى الأهلى أست مانجمنت - ايجيبت (97.48%)
- جلاكسو سميثكلاين مصر (5.89%)

## وصلات خارجية
- QNB قطر الوطني الاهلي